# Pteroneta saltans
Pteroneta saltans là một loài nhện trong họ Clubionidae.
Loài này thuộc chi Pteroneta. Pteroneta saltans được Christa L. Deeleman-Reinhold miêu tả năm 2001.